# Julio César Salas
Julio César Salas Uzcátegui (Mérida, 11 de enero de 1870-Ib., 15 de abril de 1933) fue un etnólogo, abogado, lingüista y polígrafo venezolano. Propulsor de los estudios de antropología y sociología en su país, así como exponente del positivismo venezolano.

## Biografía
Fue uno de los once hijos de Federico Salas Roo y Adelaida Uzcátegui. Fue tío del escritor e intelectual Mariano Picón Salas. A los diez años, con el descubrimiento de un cementerio indígena en la «Hacienda La Florida», comenzó su colección de objetos precolombinos. Tres años después se matriculó en un curso de gramática castellana, posteriormente realizando uno de latín. Estudió en la Universidad de Los Andes (ULA), en su ciudad natal, obteniendo los títulos de bachiller en ciencias filosóficas, ciencias políticas y doctor en Ciencias Políticas en 1893. Ejerció como abogado y en 1904 fundó, en la población de Ejido, el periódico Paz y Trabajo. En 1908 publicó el libro Tierra-Firme (Venezuela y Colombia), trabajo comparativo sobre la historia de estos dos países a partir del estudio de sus primeros pobladores y el análisis del aporte étnico de la llegada de los europeos. Esta obra la valió su entrada a la Academia Colombiana de Historia. Fue profesor de Economía Política en la ULA. En 1913 fundó la cátedra de sociología. Sus seminarios fueron recogidos en el libro Lecciones de sociología aplicada a la América (1914).
Fundó en 1918 la Sociedad Venezolana de Americanistas «Estudios Libres», dirigiendo su órgano de difusión, la revista De Re Indica. En 1919, gracias a la publicación de Civilización y barbarie, estudios sociológicos americanos, fue nombrado individuo correspondiente de la Sociedad de Americanistas de París, así como de las academias de historia de Argentina y Cuba.
En 1928 participó en el XXIII Congreso Internacional de Americanistas, presidido por el antropólogo Franz Boas en Nueva York. Salas dejó inédito el Diccionario de Orígenes Americanos.
El 6 de diciembre de 1955 el estado Mérida le rindió homenaje póstumo con la inauguración de un busto de mármol, del artista Santiago Poletto, en la plazoleta que lleva su nombre. Igualmente, existe un municipio epónimo.
El académico Francisco Javier Pérez es autor de dos biografías sobre Julio César Salas, la primera publicada en 2008 como parte de la Biblioteca Biográfica Venezolana de El Nacional. La segunda, auspiciada por la Fundación J. C. Salas y el Consejo de Publicaciones de la ULA, bajo el título de Laceración y salvación (2016).

## Obra
- Tierra-Firme (Venezuela y Colombia). Estudios sobre Etnología e Historia (1908)
- Estudios sobre sociología venezolana (1910)
- Lecciones de sociología aplicada a la América (1914)
- Etnografía americana: los indios caribe: estudio sobre el origen del mito de la antropofagia (1921)
- Orígenes americano: lenguas indias comparadas (1924)
- Estudios americanistas (1934)
- Etnografía de Venezuela (1956)